# Macbeth van Schotland
Mac Bethaid mac Finláech; bekend als Macbeth (1005 – 15 augustus 1057) was koning van Schotland van 1040 tot 1057.
Hij is het bekendst van Shakespeares toneelstuk Macbeth en de daarop gebaseerde opera Macbeth van Giuseppe Verdi.

## Familie
Macbeth was de zoon van Findláech, Mormaer van Moray en Donada, dochter van koning Malcolm II.
Volgens Ierse documenten was Macbeth een afstammeling van Loarn, een kleinzoon van Eochaid Muinremuir, een hoge koning van Ierland, Malcolm II (en de vorige koningen van Schotland) waren afstammelingen van Fergus Mór, de broer van Loarn.

## Koning Macbeth
Macbeth vestigde zich op de troon na zijn neef koning Duncan I (Schots-Gaelisch: Donnchad I) op 14 augustus 1040 in de strijd gedood te hebben in de buurt van Elgin (in Shakespeares toneelstuk Macbeth wordt Duncan in zijn bed vermoord). Macbeth kroonde zich toen koning, wat overal geaccepteerd werd. Johannes Fordun schreef dat Duncans vrouw Schotland ontvluchtte met haar kinderen, waaronder de toekomstige koningen Malcolm en Donald.
In 1052 werd hij mee getrokken in de opvolgingsstrijd om de kroon van Engeland tussen de vader van Harold II van Engeland, Godwin van Wessex en Eduard de Belijder. Macbeth liet een groep Normandische vluchtelingen in Schotland toevlucht zoeken. Als antwoord hierop viel Siward van Northumbria, graaf onder Eduard de Belijder, met een invasieleger Schotland binnen. Macbeth sloeg de aanval af, hoewel volgens de Annals of Ulster 3000 Schotse en 1500 Engelse doden vielen. Macbeth overleefde de invasie. Het enige resultaat van de invasie was dat de verdreven Malcolm (niet de Schotse Malcolm III) terugkeerde naar de troon van het koninkrijk Strathclyde.
In 1057 werd Macbeth verslagen, waarschijnlijk door de hand van Malcolm III zelf, in de Slag om Lumphanan. Aangezien hij zes dagen later, op 15 augustus in Scone, stierf, moet die slag op 9 augustus hebben plaatsgevonden.
Hij werd opgevolgd door zijn stiefzoon Lulach, die hetzelfde jaar nog omkwam.

## Macbeth in literatuur
Hoewel Macbeth tegenwoordig als een tiran wordt afgeschilderd, is er uit die tijd geen enkel document dat hem als een vreselijke koning beschrijft. Hij wordt in vele Schotse en Ierse geschriften 'de vernieuwende' en 'de edelmoedige' genoemd.
- Gemeinsame Normdatei: 118640690
- International Standard Name Identifier: 0000 0000 7858 7199
- Library of Congress Control Number: n88625991
- Nationale Bibliotheek van Letland: 000216389
- Nationale Bibliotheek van Tsjechië: xx0031113
- Nationale Bibliotheek van Israël: 987007279561005171
- Nationale Bibliotheek van Polen: a0000003636800
- Virtual International Authority File: 85491438
- WorldCat: E39PBJjt66thpfCVgVbjFfgqcP